# Zulfiqar

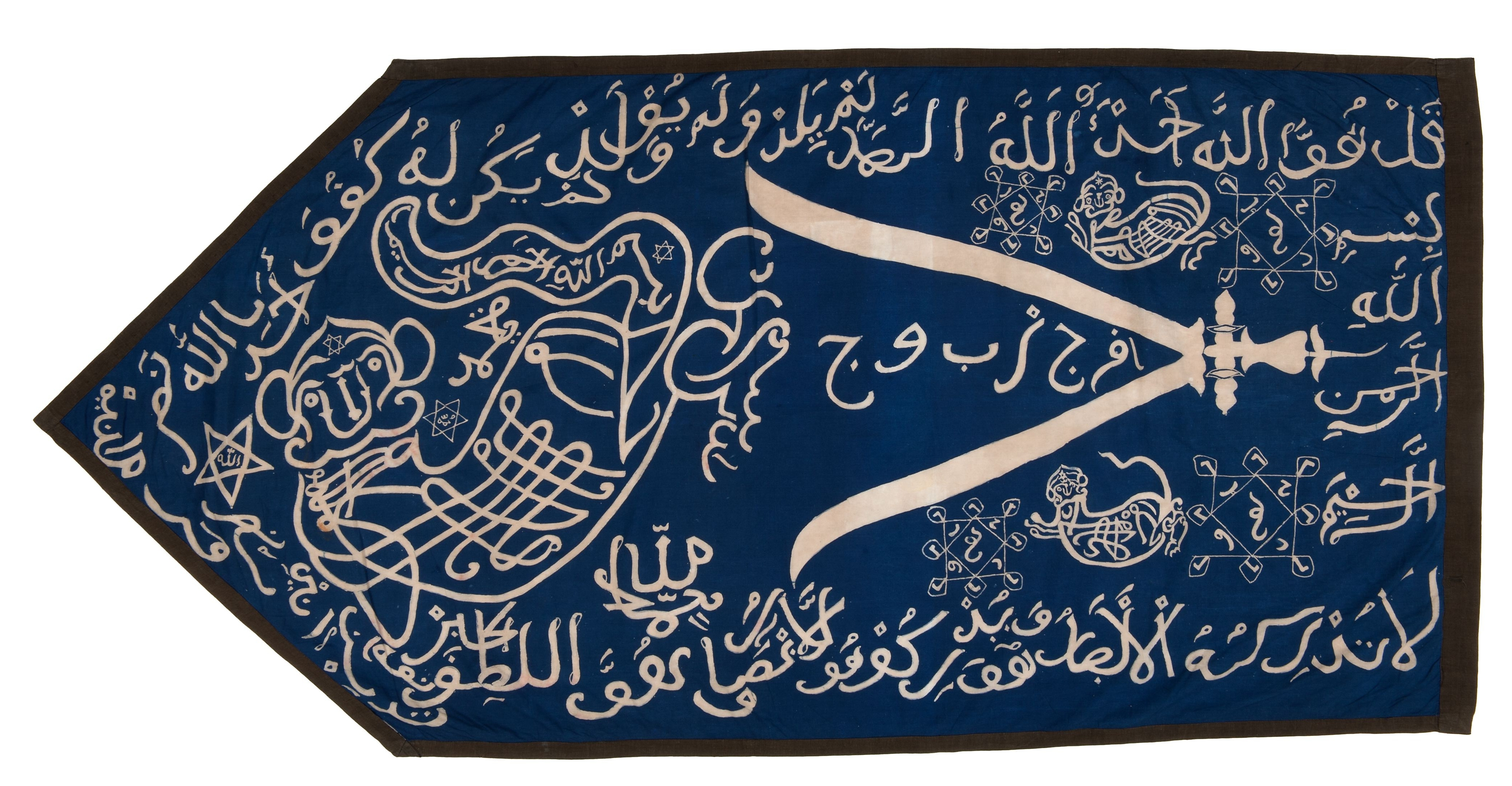
Una bandera musulmana china con la Zulfiqar y Alí representado como un león (fechada a finales del o)

Zulfaqar (en árabe: ذُو ٱلْفَقَار‎, Ḏū-l-Faqār, IPA: [ðu‿l.fa.qaːr]), también escrito Zu al-Faqar, Zulfiqar, Dhu al-Faqar, Dhulfaqar o Dhulfiqar, y llamada informalmente el sable de Ali, fue la espada de Ali ibn Abi Talib. Históricamente, se representaba con frecuencia como una espada de doble hoja con forma de tijera en banderas musulmanas, y se le muestra comúnmente en las representaciones chiitas de Ali y en forma de joyas que fungen como talismanes como una cimitarra que termina en dos puntas.
Varias banderas y medallas Oriente Medio llevan o han llevado inscritas menciones a Zulfiqar, y algunas de sus espadas llegaron a fabricarse con una punta bifurcada en referencia al arma.

## Nombre
El significado del nombre es incierto. La palabra Du (ذُو‎) significa "poseedor, amo", y la construcción idafa "poseedor de ..." es común en la fraseología árabe, y se encuentra en expresiones tales como Dhu al-Qarnayn, Dhu al-Kifl, Dhu al-Qadah y Dhu al-Hijjah.
En cuanto al significado de faqār ( فَقَار‎ , "divisor, diferenciador"), representa "las vértebras de la espalda, los huesos de la columna vertebral, que están colocados en orden regular, uno sobre otro", pero también puede referirse a otros ejemplos de filas espaciadas regularmente, como las estrellas del cinturón de Orión.
Las posibles interpretaciones del nombre de la espada se dividen en cuatro hipótesis:
- Podría tratarse de una referencia a las vértebras de la columna vertebral, significando "la que corta la vértebra; la que parte la columna"
- También podría referenciar a las estrellas del cinturón de Orión, enfatizando la procedencia celestial de la espada
- Otra posibildad es que de faqār se trate de un plural perdido de fuqrah "muesca, surco, sangría", interpretándose como una referencia a una especie de decoración de muescas o abolladuras espaciadas regularmente en la espada
- Finalmente, podría referirse a la "muesca" formada por la supuesta terminación de la espada en dos puntas

Esta última interpretación da lugar a la representación popular de la espada como una cimitarra de doble punta en la iconografía chií moderna, aunque existen dos posibilidades adicionales:
- el nombre en su origen se refería simplemente a una espada de doble filo, lugar de un sable o una cimitarra.
- fiqār es una corrupción de firāq "distinción, división", y se refería a la espada metafórica que discierne entre el bien y el mal.

## Historia
Ali fue el cuarto sucesor de Mahoma, miembro como él de la familia hachemita. A los once años fue adoptado por este, y cuando comenzó a declarar su misión divina, su mujer fue la primera que abrazó la nueva ley y Ali el segundo. Según el Corán, el vigor y la fuerza de su brazo fueron el más firme apoyo del profeta, que le recompensó con la mano de Fátima, su hija predilecta.
Así, la exclamación lā sayfa ʾillā Ḏū l-Faqāri wa-lā fatā ʾillā ʿAlīy se atribuye a Mahoma, de quien se dice la pronunció en la batalla de Uhud en elogio de la hazaña de Ali de partir en dos el escudo y el casco del guerrero más fuerte, destrozando su propia espada. Se dice que Mahoma le dio la suya Dhu-l-Fiqar, a Ali para reemplazar la espada rota. En otra varíante de la leyenda, la exclamación no pertenece a a Mahoma sino a "una voz en el campo de batalla", y el arcángel Gabriel le entrega la espada a Ali directamente.
Al-Tirmidhi atribuye a Ibn Abbás la tradición de que Mahoma adquirió la espada el día de Badr, después de haberla visto en un sueño relacionado con el día de Uhud .

## Invocación y representación

### En el Imperio Otomano

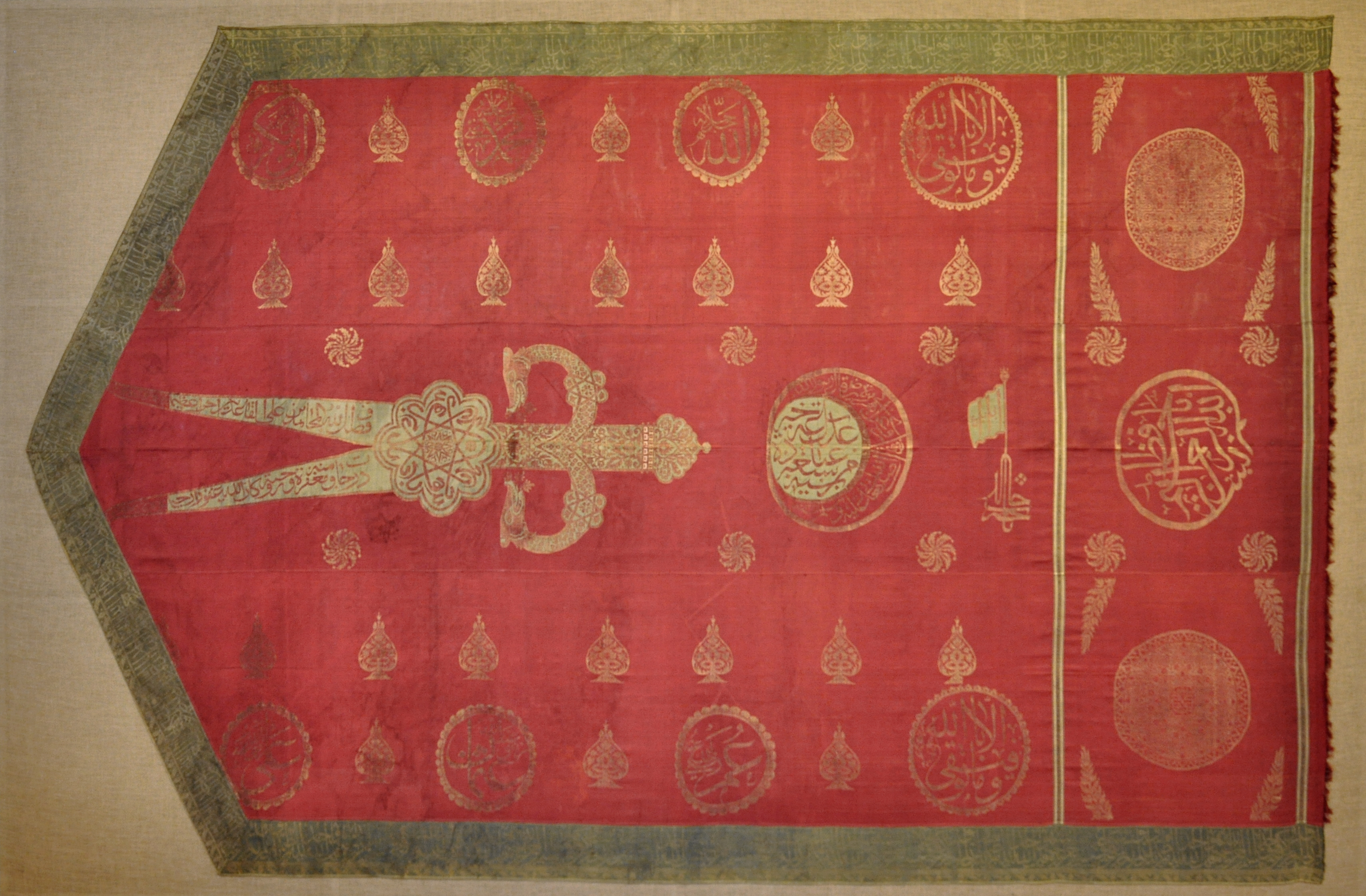
Una bandera de Zulfiqar otomana de principios del.

La Zulfiqar era representada con frecuencia en las banderas otomanas, especialmente en las usadas por la caballería de los jenízaros, en los siglos XVI y XVII.
La Zulfiqar también se invoca con frecuencia en talismanes. Una inscripción o invocación talismánica común es la afirmación doble:
لَا سَيْفَ إِلَّا ذُو ٱلْفَقَارِ وَلَا فَتَىٰ إِلَّا عَلِيٌّ‎
lā sayfa ʾillā ḏū l-faqāri wa-lā fatā ʾillā ʿalīy
"No hay espada más que la Zulfiqar, y no hay joven más que Ali "
El orden de la frase de dos partes a veces se invierte, en lugar de decir "no hay joven más que Ali, y no hay espada más que la Zulfiqar". Tewfik Canaan publicó un registro de esta declaración como parte de una inscripción talismánica más larga en The Decipherment of Arabic Talismans (El desciframiento de los talismanes árabes; 1938). Heger (2008) especula que la fórmula talismánica puede ser antigua y puede haberse originado como una invocación cristiana.

### En Irán

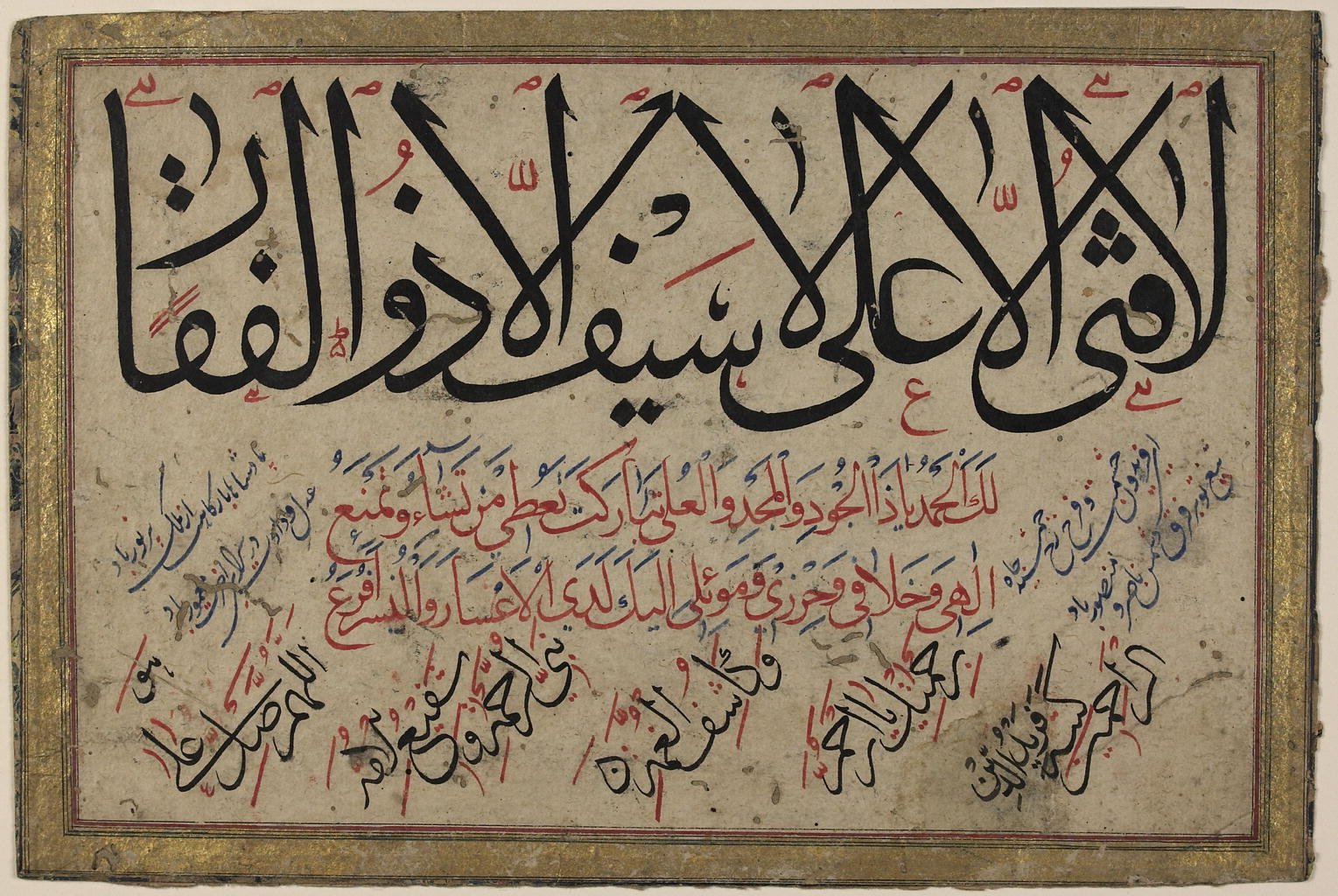
Panel caligráfico en alabanza a Ali. La gran inscripción en la parte superior dice lā fatā ʾilā ʿAlī lā sayf ʾilā Ḏū l-Fiqār.

En el Irán kayar, se produjeron espadas reales basadas en el legendario diseño de doble punta. La Colección Higgins contiene un sable ceremonial con una hoja de acero wootz, que data de finales del siglo XIX, con una punta hendida. El curador comenta que "las fracturas en la punta no eran infrecuentes en las antiguas espadas de wootz de Arabia", sugiriendo que el legendario diseño de doble punta se basa en un tipo común de daño causado por los filos en batalla. La punta de esta muestra está dividida en el plano del filo, es decir "Por aproximadamente 8 pulgadas de su longitud desde la punta, la hoja se divide verticalmente a lo largo de su eje, produciendo filos a lado y lado, cada uno de las cuales está terminado en sí mismo", en opinión del curador, "un logro virtuoso de un artesano maestro". Otra hoja del siglo XIX de la misma colección presenta una hoja partida y dientes de sierra a lo largo del borde, combinando dos posibles interpretaciones del nombre Dhu-l-Faqar. Esta hoja es probablemente de mano de obra india y se combinó con una empuñadura india más antigua.

### En la Edad Moderna
"Zulfiqar" y sus variaciones fonéticas se han utilizado como nombre de pila, como es el caso del ex primer ministro paquistaní Zulfikar Ali Bhutto.
En Irán, el nombre de la espada se ha utilizado como epónimo en contextos militares; así, Reza Shah Pahlavi cambió el nombre de la orden militar Retrato del Comandante de los Fieles por el de Orden de Zolfaghar en 1925. La 58.a División Takavar de Shahroud también lleva el nombre de la espada. Un tanque de batalla principal iraní también lleva el nombre de la espada, Zulfiqar .
Durante la Guerra de Bosnia, una unidad especial del ejército de Bosnia se llamó "Zulfikar".

## Galería

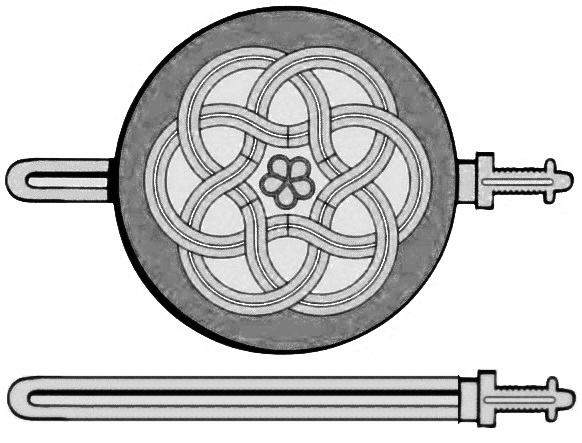
Dibujo de la versión fatimí de la Zulfiqar en el siglo X; que es su representación visual más antigua, tal como aparece tallada en Bab al-Nasr, una de las puertas de El Cairo.
Bandera de Zulfiqar otomana, capturada durante la batalla de Guruslău (1601), dibujada a partir de las banderas de Károly Cserna, Transilvania y Turquía (1898)
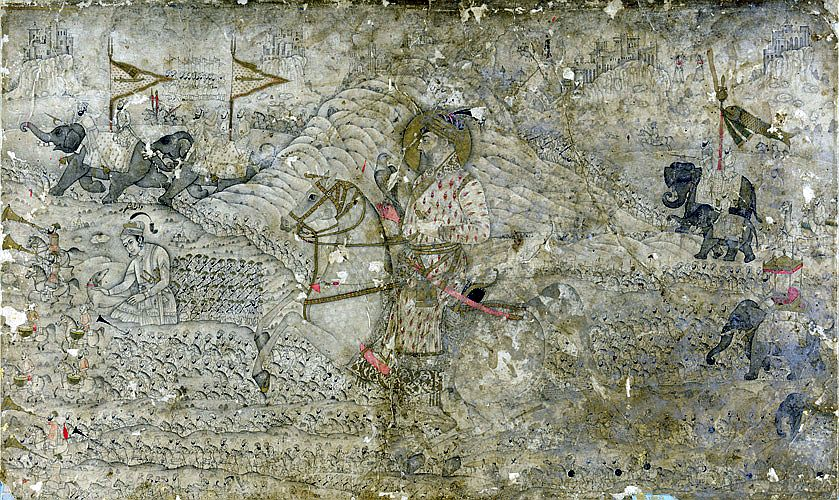
El emperador mogol Shah Jahan al frente del ejército mogol, en la parte superior izquierda , los elefantes de guerra llevan emblemas de la legendaria Zulfiqar (siglo XVII).
Bandera de Kara Mahmud Pasha ( Albania otomana, 1796).
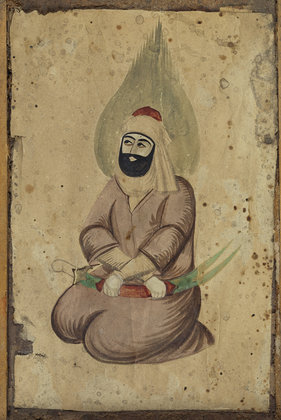
Representación de Ali arrodillado con la Zulfiqar (siglo XIX, MuCEM inv. No. 2003,197,7)
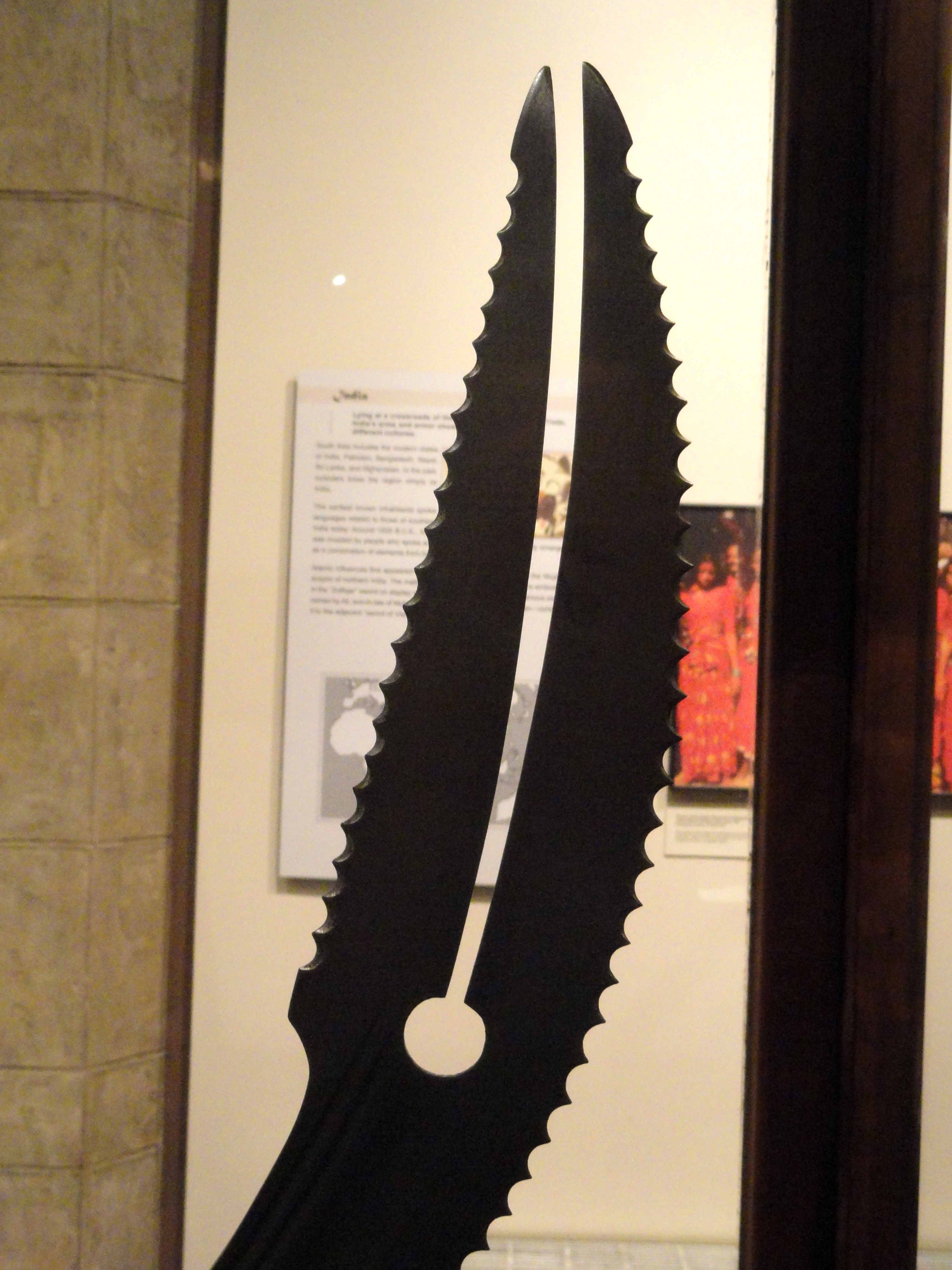
Primer plano de la punta dentada y con muescas de la espada "Zulfiqar" de fabricación india del siglo XIX que se conserva en la Colección Higgins (número de acceso 2240); circa 1800.
Bandera de Jeireddín Barbarroja .
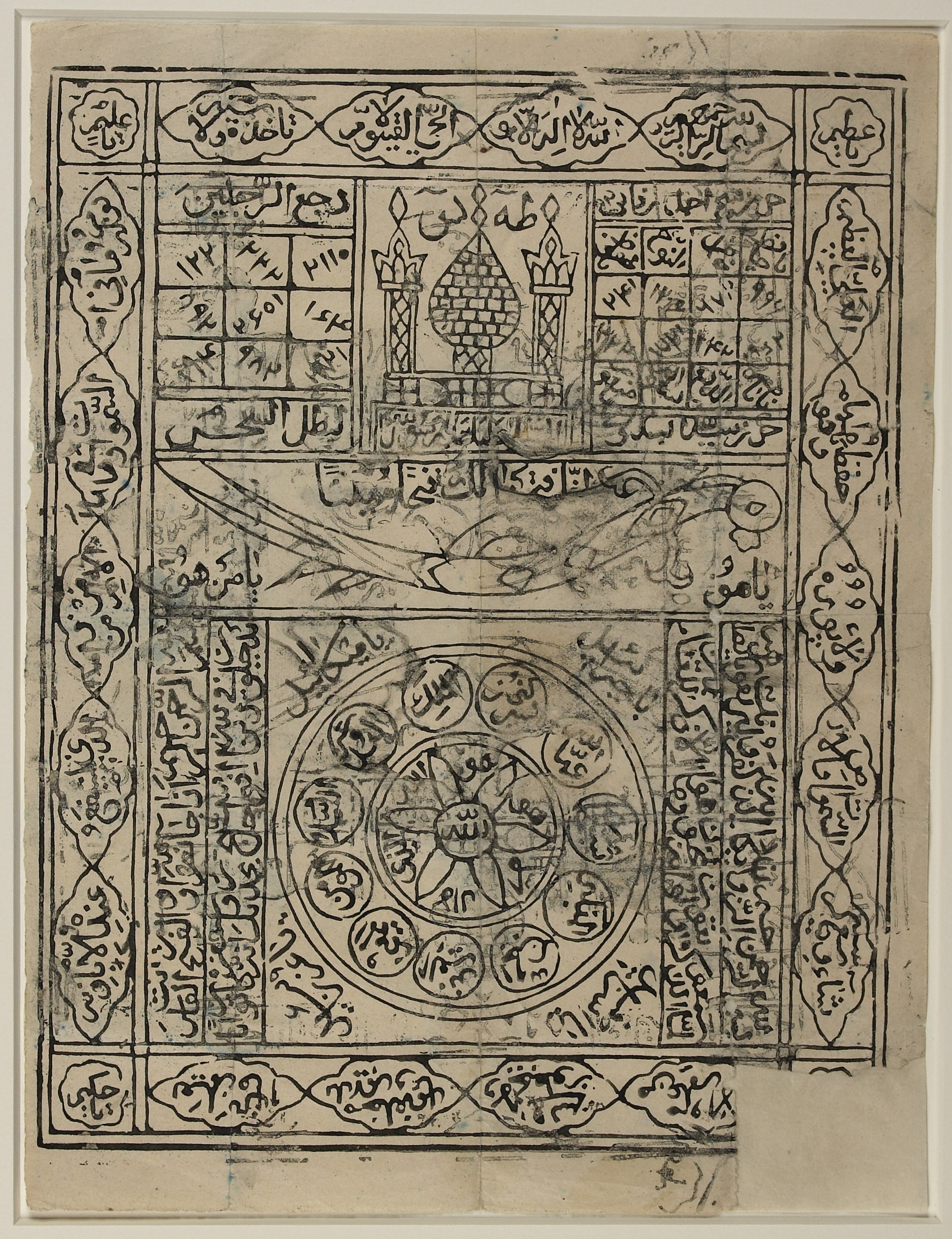
Un amuleto estampado, presumiblemente hecho en la India en el siglo XIX para un patrón chií. El amuleto comprende cuadrados mágicos, versos coránicos (incluido ayat al-kursi (2: 255) que está escrito alrededor del marco), nombres divinos o sagrados, además de una representación de Zulfiqar en el centro.
Otra bandera Zulfiqar otomana.